# Beta Muscae
Désignations
Beta Muscae (β Mus / β Muscae) est une étoile binaire de la constellation de la Mouche. Sa magnitude apparente combinée est de +3,05, ce qui en fait la deuxième étoile la plus brillante de la constellation. D'après la mesure de sa parallaxe annuelle par le satellite Hipparcos, le système est situé à environ 340 années-lumière de la Terre.
Beta Muscae est une binaire visuelle avec une période orbitale calculée d'environ 188 ans et une excentricité élevée de 0,79. En 2019, ses deux étoiles étaient séparées de 0,98 seconde d'arc et étaient disposées selon un angle de position de 56,1°. Ce sont deux étoiles bleues-blanc de la séquence principale de types spectraux B2V et B3V. Le système est membre du groupe Bas-Centaure Croix du Sud (LCC) de l'association Scorpion-Centaure, qui est l'association d'étoiles massives de types O et B la plus proche du Système solaire.